# Tutelina formicaria
Tutelina formicaria is een spinnensoort in de taxonomische indeling van de springspinnen (Salticidae).
Het dier behoort tot het geslacht Tutelina. De wetenschappelijke naam van de soort werd voor het eerst geldig gepubliceerd in 1891 door James Henry Emerton.